# Cosmosoma melanotela
Cosmosoma melanotela är en fjärilsart som beskrevs av Dyar 1914. Cosmosoma melanotela ingår i släktet Cosmosoma och familjen björnspinnare. Inga underarter finns listade i Catalogue of Life.